# Carl-Heinz Westenburger
Carl-Heinz Westenburger (* 4. September 1924 in Tannenberg; † 5. Mai 2008 ebenda) war ein deutscher Maler, Grafiker, Denkmalpfleger und Naturschützer.

## Leben und Wirken

Grab von Carl-Heinz Westenburger auf dem Friedhof von Tannenberg, 2023

Westenburger absolvierte eine Lehre als Dekorationsmaler und erwarb dem Meistertitel. Von 1951 bis 1956 studierte bei Theo Balden, Bert Heller, Toni Mau, Arno Mohr, Kurt Robbel und Walter Womacka an der Kunsthochschule Berlin-Weißensee und war danach als Mitglied des Verbandes Bildender Künstler der DDR (VBK) freischaffend tätig. Er war Mitglied des Freundeskreises „Bildende Kunst“ des Kulturbundes der DDR in Annaberg-Buchholz und leitete Mal- und Zeichenzirkel in Annaberg-Buchholz und Zschopau. Ab 1968 war er Vorsitzender der Sektion Malerei/Graphik des VBK des Bezirkes Karl-Marx-Stadt sowie Mitglied der Bezirksleitung Karl-Marx-Stadt des Kulturbundes der DDR. In seinem Geburtsort leitete er die Ortsgruppe des Kulturbundes, war Ortsbeauftragter für Landeskultur und nahm als Delegierter und Redner am VIII. Kongress des Kulturbundes 1972 in Berlin teil. Nach 1990 wurde er Ehrenvorsitzender des wiedergegründeten Erzgebirgszweigvereins Tannenberg.
Westenburger hat nach eigener Aussage selbst bei der Gestaltung wichtiger Zentren in den Städten und Gemeinden mitarbeiten können. Sein künstlerisches Wirken ist eng mit dem Erzgebirge verbunden. Bekannt ist er insbesondere für seine Landschaftsdarstellungen und seine Porträts. Stellvertretend sind die großen Wandbilder im Fichtelberghotel und im Annaberger Theater zu nennen. Westenburger erhielt Aufträge u. a. von der Wismut AG, bei der er 1956/57 ein Praktikum absolviert hatte. In deren hinterlassener Kunstsammlung befindet sich eine Anzahl seiner Arbeiten. Neben seinem künstlerischen Wirken engagierte er sich seit seiner Jugend für die Denkmalpflege und den Naturschutz in seiner Heimat. Ein bleibendes Zeugnis seines Wirkens ist das Naturschutzgebiet Hermannsdorfer Wiesen bei Elterlein, für dessen Schaffung und Pflege er sich zeitlebens einsetzte. Hervorragende Arbeit leistete er bei der baugeschichtlichen Dokumentation des alten Erbgerichtes zu Cranzahl. Die umfangreiche Materialsammlung befindet sich im Erzgebirgsmuseum Annaberg-Buchholz. Im Jahr 2003 war er maßgeblicher Initiator und Mitbegründer der Sammlung Erzgebirgische Landschaftskunst, einer regional ausgerichteten Kunstsammlung des Landkreises Annaberg bzw. ab 2008 des Erzgebirgskreises auf Schloss Schlettau.

## Ehrungen
- Johannes-R.-Becher-Medaille (1968)
- Kulturpreis des Bezirks Karl-Marx-Stadt (1969)
- Kunstpreis des FDGB im Kollektiv mit Volker Beier, Hans Brockhage, Clauss Dietel und Hellmut Humann (1976)[2]
- Verdienstmedaille der DDR (1979)
- Banner der Arbeit Stufe III (1983)
- Vaterländischer Verdienstorden in Gold (1984)[3]
- Max-Pechstein-Preis (1989)[4]
- Ehrenmitglied des Annaberger Kunstkellers (2002)
- Ehrenpreis der Initiative Südwestsachsen in der Kategorie Kunst & Kultur (2004)
- Die Volkssternwarte in Drebach (Erzgebirge) nennt den am 2. Mai 2000 entdeckten Planetoiden 2000 JF2 nach Westenburger. Er trägt jetzt die offizielle Bezeichnung (138445) Westenburger.[5]

## Werkbeispiele

### Tafelbilder
- Die kleine Gärtnerin (1965, Öl)[6]
- Steiger im Erzbergbau (1956, Öl, 44 × 34 cm; Kunstsammlung der SDAG Wismut, Chemnitz)[7]
- Erzgebirgslandschaft (Mischtechnik; Kunstsammlung der Wismut GmbH, Chemnitz)[8]
- Junger Wismut-Kumpel Annaberg (1956/1959, Öl, 100 × 70 cm; Kunstsammlung der Wismut, Chemnitz)[9]
- Gießer aus Erla (1968, Mischtechnik, 54,5 × 40 cm; Kunstsammlung der Wismut, Chemnitz)[10]
- Zeugen des faschistischen Mordes im Urwald von Bialowieza (1970, Tempera)

### Zeichenkunst
- Grubenlampen (Pinsel, Tusche, 55 × 40 cm, 1956; Kunstsammlung der SDAG Wismut, Chemnitz)[11]
- Straße im Kammgebiet des Erzgebirges (1981, Tusche/Pastell, 53 × 68 cm)
- Lichterschein über dem Erzgebirge (Kreide, farbig, 56 × 80 cm, 1984; Kunstsammlung der SDAG Wismut, Chemnitz)[12]

## Ausstellungen (unvollständig)

### Personalausstellungen
- 1972: Annaberg-Buchholz, Erzgebirgsmuseum
- 1982: Karl-Marx-Stadt, Galerie Schmidt-Rottluff
- 1984: Karl-Marx-Stadt, Galerie Oben
- 1985: Annaberg-Buchholz, Galerie am Markt (mit Roswitha und Rainer Lorenz)
- 1987: Gera, Galerie am Markt
- postum 2024: Schlettau, Schloss (zum 100. Geburtstag)[13]

### Ausstellungsbeteiligungen
- 1956: Karl-Marx-Stadt, Städtische Kunstsammlung („Mittelsächsische Kunstausstellung“)
- 1957: Berlin („Junge Künstler“)
- 1960: Berlin, Pavillon der Kunst („Ausstellung zum 15. Jahrestag der Befreiung“)
- 1963: Karl-Marx-Stadt, Museum am Theaterplatz („10 Jahre Architektur, bildende Kunst und bildnerisches Volksschaffen in Karl-Marx-Stadt“)[14]
- 1967 bis 1988: Dresden, VI. bis X. Deutsche Kunstausstellung bzw. Kunstausstellungen der DDR
- 1974, 1979 und 1985: Karl-Marx-Stadt, Bezirkskunstausstellungen
- 1980: Rostock, Kunsthalle Rostock („Der Klasse verbunden – Kunstpreisträger des FDGB stellen aus“)
- 1984/1985 Karl-Marx-Stadt, Städtisches Museum am Theaterplatz
- („Retrospektive 1945 – 1984. Bildende Kunst im Bezirk Karl-Marx-Stadt“)
- 1986: Cottbus („Soldaten des Volkes – dem Frieden verpflichtet“)

#### Postum
- 2024: Chemnitz, Neue Sächsische Galerie („Die gespaltene Generation“)[15]
- 2024: Marienberg, Ausstellungen Böttcherfabrik („Kunstsammlung Meinel“)